# 羽前水沢郵便局
羽前水沢郵便局（うぜんみずさわゆうびんきょく）は、山形県鶴岡市にある郵便局。
かつては郵便区番号「999-75」の配達を受け持つ集配郵便局であったが、現在は鶴岡郵便局に移管され無集配郵便局となっている。

## 概要
住所：〒999-7548 山形県鶴岡市みずほ25-10

## 沿革
- 1892年（明治25年）4月1日 - 水澤郵便局（三等）として開局[1]。
- 1899年（明治32年）
  - 3月1日 - 郵便貯金事務開始[2]。
  - 12月16日 - 郵便為替事務開始[3]。
- 1900年（明治33年）7月1日 - 小包郵便事務開始[4]。
- 1907年（明治40年） 5月 - 西洋式庁舎を新築する[5]。
- 1911年（明治44年）9月16日 - 電話通話事務開始[6]。
- 1915年（大正4年）7月16日 - 電信事務開始[7]。
- 1923年（大正12年）4月10日 - 木の下166に移転[5]。
- 1926年（大正15年）9月5日 - 陸羽西線（現羽越本線）羽前水沢駅開業に伴い、鉄道郵便受渡局となる[8]。
- 1935年（昭和10年）2月11日 - 羽前水澤郵便局に改称[9]。
- 1937年（昭和12年）
  - 5月11日 - 電話事務開始[10]。
  - 10月26日 - 電話交換業務開始[11]。
- 1953年（昭和28年）4月16日 - 郵便区内に羽前西目簡易郵便局開局[12]。
- 1959年（昭和34年）4月30日 - 羽前西目簡易郵便局廃止、羽前水沢郵便局が事務継承[13]。
- 1966年（昭和41年）3月27日 - 水沢尻43-2に移転[5]、電話交換業務（電話の加入及び料金に関する簡易な事務を除く）廃止、羽前水沢電話局に移管[14]。
- 1984年（昭和59年）
  - 2月1日 - 鉄道郵便受渡廃止[15]。
  - 10月1日 - 和文電報配達業務廃止、鶴岡電報電話局に移管[16]。
- 2001年（平成13年）11月5日 - 鶴岡市水沢水沢尻43-2から同市水沢水沢尻41-1に移転[17]。
- 2006年（平成18年）10月21日 - 鶴岡市水沢水沢尻41-1から同市みずほ25-10に住所変更[18]。
- 2007年（平成19年）3月5日 - 集配業務を鶴岡郵便局へ移管、無集配局となる。

## 周辺
- 鶴岡市役所上郷コミュニティセンター